# Шубін Софрон Борисович
Софрон Борисович Шубін (1727 — Серпень 1778, Херсон) — контрадмірал, член Адміралтейської колегії, перший командир будівництва Херсонської фортеці.

## Біографія
1741 у 14-річному віці вступив до Сухопутного кадетського корпусу.
Від 1743 року служив на флоті гардемарином. 1760 року отримав звання лейтенанта за участь в морському десанті під час Семирічної війни.
1764 року зарахований до штату Морського кадетського корпусу капітаном 1-го рангу, а від 1771 року виконував обов'язки командира корпусу.
1772 року отримав звання капітана бригадирського рангу, від 1776 року — капітан генерал-майорського рангу.
Від 1777 року перебував у Олександр-Шанці вже в званні контрадмірала. Займався побудовою Херсонської фортеці.
В червні 1778 року звільнений з посади через важку хворобу. 25 липня цього ж року на місце Шубіна призначено Івана Ганнібала. В серпні Софрон Шубін помирає, не дочекавшись своєї заміни.